# 椎名勇
椎名 勇（しいな いさむ）は、日本の有機化学者。東京都出身。東京理科大学理学部応用化学科教授。

## 略歴
- 1990年 東京理科大学理学部を卒業。
- 1992年 同大学大学院修士課程を修了。
- 1992年 東京理科大学総合研究所 助手。
- 1997年 博士（理学）（東京大学）。
- 1997年 東京理科大学総合研究所 講師。
- 1999年 東京理科大学理学部 講師。
- 2003年 東京理科大学理学部 助教授。
- 2008年 東京理科大学理学部 教授。
- 2011〜2016年 厚生労働省「創薬基盤推進研究事業」プロジェクト代表。
- 2012〜2017年 文部科学省「私立大学戦略的研究基盤形成支援事業」プロジェクト代表。
- 2012〜2017年 東京理科大学総合研究機構「キラリティー研究センター」センター長（兼任）。
- 2015〜2017年 JST/AMED「医療分野研究成果展開事業（A-STEP）」プロジェクト代表。
- 2018〜2020年 AMED「次世代がん医療創生研究事業」プロジェクト代表。
- 2018〜2023年 東京理科大学総合研究院「実践的有機合成を基盤としたケミカルバイオロジー研究部門」研究部門長（兼任）。
- 2021〜2025年 AMED「橋渡し研究プログラム」プロジェクト代表。
- 2022〜2025年 AMED「革新的がん医療実用化研究事業」プロジェクト代表。
- 2024〜2027年 JST「大学発新産業創出基金事業 ディープテック・スタートアップ国際展開プログラム（D-Global）」プロジェクト代表。
- 2023〜2028年 東京理科大学総合研究院「創薬研究開発センター」センター長（兼任）。

## 業績
天然有機化合物の人工合成を中心とした研究を展開しており、タキソール、オクタラクチン、ボトシノリド、ボトシニンなどの複雑な構造の薬理活性分子を効率的に供給する手法を開発した。基本的な戦略は鎖状化合物を不斉向山アルドール反応で構築し、その末端部を環化反応で連結するというものである。特に、今世紀初頭に開発した2-メチル-6-ニトロ安息香酸無水物（MNBA）を用いた脱水縮合反応は不安定分子の合成に適しており、医薬品製造等で世界的に広く活用されている。エステルの合成法として、1994年にルイス酸触媒を用いる手法、2002年に求核性触媒を用いる手法による椎名エステル化反応を報告した。東京理科大学時代の向山光昭教授の共同研究者。1997年日本化学会進歩賞受賞。2013年日本化学会学術賞受賞。2014年井上学術賞受賞。2015年市村学術賞・功績賞受賞。2015年文部科学大臣表彰 科学技術賞（開発部門）受賞。2024年有機合成化学協会賞受賞。2023年より東京理科大学総合研究院「創薬研究開発センター」センター長を兼任している。

## 受賞歴
- 1996年 若い世代の特別講演会表彰
- 1997年 日本化学会進歩賞
- 2006年 Banyu Young Chemist Award 2006
- 2009年 第49回東レ科学技術研究助成
- 2010年 第42回内藤記念科学研究助成
- 2013年 日本化学会学術賞
- 2014年 井上学術賞
- 2015年 市村学術賞・功績賞
- 2015年 文部科学大臣表彰 科学技術賞（開発部門）
- 2024年 有機合成化学協会賞